# Susrama de Mágada
Susrama foi um rei semilendário da dinastia de Briadrata que governou sobre Mágada em sucessão de Darma, seu pai. Reinou entre 951 e 929 a.C., segundo algumas reconstituições. Foi sucedido por seu filho Dridasena.